# Caló (football)
Pour les articles homonymes, voir Morais et Calo.
Carlos Pedro Silva Morais, communément appelé Caló, est un footballeur capverdien, né le 21 mars 1976 à Praia. Il évolue au poste d'attaquant au Sporting Praia.
Il compte 20 sélections pour 10 buts marqués avec la sélection capverdienne.

## Biographie
Caló pratique dans sa jeunesse le basket-ball et le football, il se consacre définitivement à ce sport à l'âge de 16 ans. Dès la saison suivante, il joue en équipe sénior de l'Académica Praia. Il évolue ensuite dans des équipes de division inférieure du Portugal ainsi qu'au Sporting Praia. Caló fait ses débuts en sélection capverdienne en 1995. Le sélectionneur Armandinho l'appelle pour disputer la Coupe Amílcar Cabral en Mauritanie, les joueurs capverdiens finissent troisième de la compétition,.
En 1999-2000, il retourne au Portugal au sein de l'AA Avanca (en), club de troisième division, où il inscrit 22 buts dont trois en Coupe du Portugal, ses performances lui permettent de rejoindre le SC Salgueiros en division 1 portugaise. Il dispute 30 rencontres pour deux buts marqués en deux saisons.
Après la relégation du club portugais en division 2 en 2002, il rejoint le Qatar et évolue sept saisons dans le championnat qatari. Il inscrit un des premiers buts de l'équipe nationale en phase qualificative de la Coupe du monde de football lors d'une rencontre disputée le 16 novembre 2003 face au Swaziland,.
En 2010, Caló retourne au Cap-Vert et rejoint le SC Santa Maria (en) puis, en 2011 signe au Sporting Praia. En 2012, il est victime d'une grave agression par arme blanche dans le quartier de Santo António à Praia.

## Palmarès
Caló compte 20 sélections pour 10 buts marqués dont 13 matchs pour quatre buts inscrits en compétition FIFA.